# إدواردو ليل
إدواردو ليل (بالإسبانية: Eduardo Lell) هو لاعب كرة قدم أرجنتيني في مركز الدفاع، ولد في 9 فبراير 1964 في الأرجنتين. لعب مع كوبراز إنديوز دي سيوداد خواريز ‏.